# Pentanoato de metila
Pentanoato de metila, comumente conhecido como valerato de metila, é o éster metílico do ácido pentanoico (ácido valérico) com um odor frutal. 
É comumente usado em fragrâncias, produtos para higiene e cosméticos, sabão, detergente para lavagem de roupa aos níveis de 0,1 a 1%. 
Em uma forma muito pura (superior a 99,5%) é usado como um plastificante na produção de plásticos. 
É também usado como um inseticida.